# Selenin baru
Selenin baru, BaSeO
3 – związek nieorganiczny, sól baru i kwasu selenawego.
W warunkach normalnych jest ciałem stałym barwy białej. Jest słabo rozpuszczalny w wodzie.
Selenin baru jest stosowany jako dodatek uszlachetniający szkło techniczne i artystyczne.